# Henryk Czyż (muzyk)

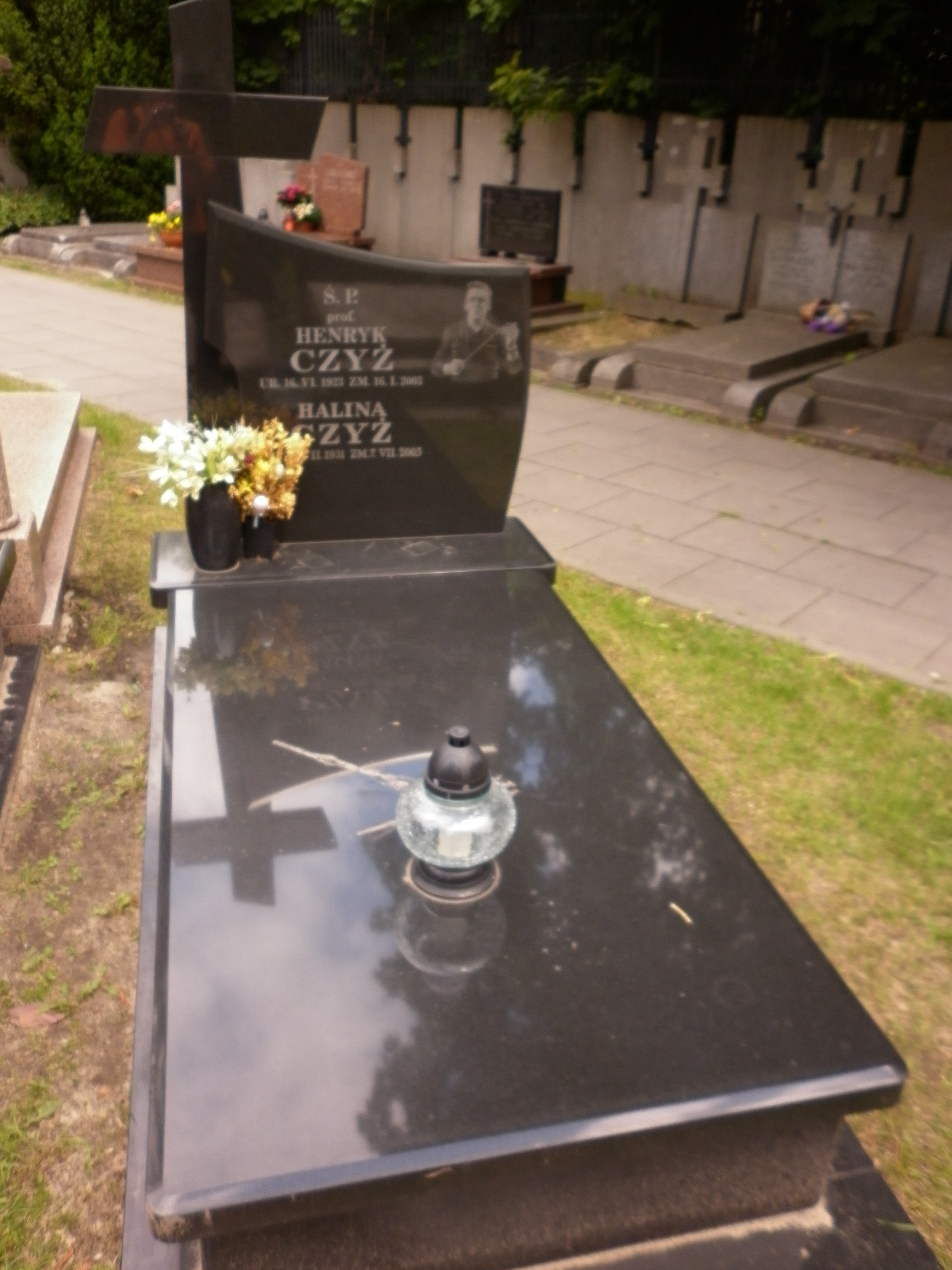
Grób Henryka Czyża na cmentarzu Wojskowym na Powązkach

Henryk Modest Czyż (ur. 16 czerwca 1923 w Grudziądzu, zm. 16 stycznia 2003 w Warszawie) – polski dyrygent, kompozytor, literat, pedagog.

## Życiorys
Późne dzieciństwo i młodość spędził w Wilnie. Uczęszczał tam na pierwsze lekcje muzyki wespół z kolegą, późniejszym skrzypkiem Jarosławem Pacakiem, w domu Emanuela Pacaka, właściciela zakładów muzycznych na wileńskim Zwierzyńcu. W latach 1933–1940 był uczniem wileńskiego Gimnazjum Ojców Jezuitów. Od 1937 roku w szkole tej prowadził zespół muzyczny „Pocket Jazz”, gdzie grał na saksofonie. W początkach okupacji zespół ten występował w znanej wileńskiej restauracji „Biały Strahl” – występowało w nim wielu cenionych później muzyków, m.in. znany z sal koncertowych i audycji TV w PRL pianista-akompaniator Marian Suchocki, dyrektor Filharmonii Wrocławskiej Radomir Reszke czy skrzypek-koncertmistrz Jarosław Pacak.
Żołnierz AK, po udziale w akcji „Burza” (1944) aresztowany i wraz z tysiącami innych wywieziony do obozu sowieckiego w Kałudze.
Po wojnie studiował prawo i filozofię na Uniwersytecie Mikołaja Kopernika w Toruniu (1946–1948), równocześnie współpracując z Wilamem Horzycą w Teatrze Ziemi Pomorskiej, oraz dyrygenturę (w klasie Waleriana Bierdiajewa) i kompozycję (w klasie Tadeusza Szeligowskiego) w Państwowej Wyższej Szkole Muzycznej w Poznaniu, którą ukończył w 1952 roku. W latach 1952–1953 pracował jako dyrygent w Operze im. Stanisława Moniuszki w Poznaniu, 1953–1957 był drugim dyrygentem Wielkiej Orkiestry Symfonicznej Polskiego Radia. W latach 1957–1960 i 1972–1980 kierownik artystyczny i pierwszy dyrygent Filharmonii Łódzkiej, 1961–1962 – dyrygent Opery w Warszawie, 1963–1967 – kierownik artystyczny i pierwszy dyrygent Filharmonii Krakowskiej. Od 1962 do 1966 prowadził klasę dyrygentury w Państwowej Wyższej Szkole Muzycznej w Krakowie. Do jego uczniów należeli m.in. A. Pałka, Antoni Wit i Jerzy Salwarowski. W latach 1971–1974 pełnił funkcję dyrektora muzycznego (Generalmusikdirektora) w Düsseldorfie. W tym samym okresie był twórcą i prezenterem popularnego programu telewizyjnego Nie taki diabeł straszny, który w TVP 1 popularyzował muzykę poważną w Polsce. W latach 1980–1995 prowadził klasę dyrygentury w Akademii Muzycznej w Warszawie. Do jego uczniów należeli m.in.: Warcisław Kunc, José Maria Florêncio, Barbara Sobolczyk.
Występował w niemal wszystkich krajach europejskich, w Ameryce Południowej i Stanach Zjednoczonych, dyrygował orkiestrami filharmonii leningradzkiej, berlińskiej, sztokholmskiej, madryckiej, orkiestrą BBC, Santa Cecilia i innymi. Nagrał szereg płyt dla firm: Polskie Nagrania, Philips, Harmonia Mundi, Miełodija, Electrola, które zdobyły nagrody międzynarodowe, m.in. Grand Prix du Disque i nagroda Edisona za nagranie Pasji Pendereckiego – Philips 1967, Grand Prix Mondial za kwadrofoniczne nagranie Raj i Peri Schumanna – Electrola 1974. W rozległym repertuarze Czyża dużo miejsca zajmowały formy oratoryjne, muzyka klasyczna i współczesna. Na polskie sceny operowe i estrady koncertowe wprowadził szereg utworów Strawińskiego, Honeggera, Debussy’ego i innych. W latach 1966–1969 blisko współpracował z Krzysztofem Pendereckim, dyrygując prawykonaniami Pasji, Dies irae, Diabłów z Loudun i prezentując jego dzieła w wielu krajach.
Zmarł w Warszawie, pochowany na cmentarzu Wojskowym na Powązkach (kwatera G-15-6).

## Kompozycje
- Pastereczka na głos wysoki i fortepian (1941)
- Tryptyk na orkiestrę symfoniczną (1948)
- Pożegnania, trzy pieśni na głos niski i fortepian do słów Aleksandra Puszkina (1948)
- Etiuda na orkiestrę symfoniczną (1948–49)
- Wesele, kantata na tenor, chór mieszany i orkiestrę do słów Brunona Jasieńskiego (1949)
- Divertimento B-dur [wersja I] na orkiestrę kameralną (1949–50)
- Concertino na fortepian i orkiestrę (1949–62)
- Kwartet na flet, obój, klarnet i fagot (1950)
- Wariacje symfoniczne na temat polski na orkiestrę (1950–52)
- Wariacje Fortepianowe (1951) oraz: Rondo na fortepian i małą orkiestrę symfoniczną (1952); Impresje taneczne na małą orkiestrę symfoniczną (1952); Uwertura na orkiestrę symfoniczną (1954)
- Białowłosa, musical (1962) oraz: Dwie arie buffo na głos basowy i fortepian do słów kompozytora (1964–74); Trzy pieśni żartobliwe na głos niski i fortepian (1964); Aria Bałandaszka na głos tenorowy z niedokończonej opery ONI Stanisława Ignacego Witkiewicza (1965)
- Kynolog w rozterce, opera komiczna w 1 akcie (1965) oraz: Sny muzykalne, dwie pieśni na sopran i fortepian (1966); Divertimento B-dur [wersja II] na orkiestrę kameralną (1977); Divertimento per otto (1977)
- Etiuda Kreutzerowska Nr 1 a-moll na orkiestrę smyczkową (1979) oraz: Etiuda Kreutzerowska Nr 2 C-dur na orkiestrę symfoniczną (1979); Etiuda Kreutzerowska Nr 8 E-dur na orkiestrę symfoniczną (1979); Etiuda Jazzowa na kwartet smyczkowy (1982)
- Inge Bartsch, poemat liryczny (1982)
- Canzona Di Barocco na orkiestrę smyczkową (1983)
- Rondo na flety i kontrabas (1992)
- Joy Of Swinging Music, suita taneczna na kwartet fletowy i kontrabas (1995)
- Tryptyk na głos i orkiestrę smyczkową (1999)[4]

### Aranżacje i opracowania
- Suita „Wlazł kotek na płotek” na orkiestrę symfoniczną (wariacje symfoniczne)

## Publikacje
- Ucieczka spod klucza, Warszawa 1973; tłumaczenie na język niemiecki pt. Giocoso ma non troppo, Berlin 1974
- Porcelanowy amorek, Warszawa 1977
- Jak z nut, Warszawa 1978
- Serkal i inne tizery, Łódź 1978
- Nie taki diabeł straszny – gawędy telewizyjne, Łódź 1979
- Tizery, Warszawa 1988
- Scriptease, Warszawa 1988, ISBN 83-211-0995-0
- Pamiętam, jak dziś, Warszawa 1991, ISBN 83-00-03488-9
- Niewczesne żarty, Warszawa 1995

## Ordery i odznaczenia
- Krzyż Komandorski z Gwiazdą Orderu Odrodzenia Polski (pośmiertnie, 2003)[5][6]
- Krzyż Kawalerski Orderu Odrodzenia Polski (1958)
- Złoty Krzyż Zasługi (1953)
- Medal 40-lecia Polski Ludowej (1984)[7]
- Odznaka ZAiKS-u (1993)[8]
- Dyplom honorowy Związku Kompozytorów ZSRR (1979)[9]

## Nagrody
- Nagroda Ministra Kultury i Sztuki I stopnia (1969)[10]
- Nagroda Ministra Kultury i Sztuki I stopnia (1975)
- Nagroda Przewodniczącego Komitetu do spraw Radia i Telewizji (1977)
- Nagroda Państwowa I stopnia za całokształt działalności artystycznej (1978)
- Nagroda I stopnia Ministra Obrony Narodowej w dziedzinie muzyki (1988)
- Doroczna Nagroda Ministra Kultury w dziedzinie muzyki (2002)